# کاسپاز ۹
کاسپاز ۹ (انگلیسی: Caspase-9) یکی از کاسپازهای آغازگر است که توسط ژن «CASP9» کُد می‌شود. اُرتولوگ‌های کاسپاز ۹ در تمامی پستانداران یافت می‌شود و اطلاعات ژنومی أن به‌طور کامل در دسترس است. ارتولوگ‌های منحصربه‌فردی از این آنزیم در مارمولک‌ها، نرم‌دوزیستان و پیوسته‌استخوانان دیده شده‌است.
کاسپاز ۹ یک پروتئاز مختص‌به اسید آسپارتیک است که با فرایند «مرگ میتوکندریال» مرتبط است و در جریان مرگ برنامه‌ریزی‌شدهٔ سلولی فعال می‌شود. برای بلوغ و فعال‌سازی کاسپاز ۹، حضور APAF1 ضرورت دارد.